# Déjà Vu (альбом Джорджо Мородера)
Déjà Vu (с фр. — «уже виденное») — студийный альбом итальянского композитора и продюсера Джорджо Мородера, выпущенный в 2015 году после 23 лет творческого молчания. Альбом содержит коллаборации с такими артистами как Кайли Миноуг, Келис, Бритни Спирс, Сия, Charli XCX, Микки Экко, Foxes и Мэттью Кома.

## Предыстория
В 2012 году Джорджо Мородер принял участие в альбоме Daft Punk Random Access Memories — дуэт работал над треком «Giorgio by Moroder», и Джорджо был приглашён в студию, чтобы рассказать о себе; полученные записи были совмещены со звуковой дорожкой
. По замыслу авторов, монолог Мородера представляет собой аналог истории музыки вне зависимости от вкусов и жанров.
В 2013 году Мородер совершил дебют в качестве диджея в клубе «Deep Space» в Нью-Йорке и впоследствии выступал в различных уголках мира, играя классику 70-х и 80-х в новой обработке
. В 2014 году он переработал известную песню 60-х «Doo Bee Doo» (использованную в рекламе Volkswagen)

, «Midnight» группы Coldplay (получившую положительные оценки критиков)
и версию «I Can’t Give You Anything but Love, Baby» от Леди Гаги и Тони Беннетта.

## Об альбоме
Первым синглом с грядущего альбома стал инструментальный «74 Is the New 24», выпущенный 11 сентября 2014 года. Следующий, «Right Here, Right Now» (с вокалом Кайли Миноуг), был выпущен по всему миру 20 января 2015 года
и покорил чарты США (Billboard Hot Dance Club Songs) и Аргентины. Композиция исполнялась Кайли во время её тура Kiss Me Once по Австралии совместно с Джорджо. Третьим синглом стал «Déjà Vu» с вокалом Сии; несмотря на меньший успех в Европе, композиция стала № 1 в танцевальном чарте США. Все три сингла сопровождались музыкальными видео.
В 2019 году Мородер представил ремикс на «Tom’s Diner» через SoundCloud.

## Список композиций
| №   | Название                                           | Автор(ы)                                                                               | Продюсер                                       | Длительность |
| --- | -------------------------------------------------- | -------------------------------------------------------------------------------------- | ---------------------------------------------- | ------------ |
| 1.  | «4 U with Love»                                    | Мородер                                                                                | Мородер                                        | 2:36         |
| 2.  | «Déjà Vu» (при участии Сии)                        | Мородер, Сия Ферлер                                                                    | Moroder, Michael "Smidi" Smith                 | 3:20         |
| 3.  | «Diamonds» (при участии Charli XCX)                | Шарлотта Эйтчисон, Joakim Åhlund                                                       | Moroder, Åhlund                                | 3:31         |
| 4.  | «Don't Let Go» (при участии Микки Экко)            | Mikky Ekko, Fraser T Smith                                                             | Moroder, Patrick Jordan-Patrikios              | 4:29         |
| 5.  | «Right Here, Right Now» (при участии Кайли Миноуг) | Moroder, Jordan-Patrikios, Karen Poole, David Etherington                              | Moroder, Roman Lüth, Jordan-Patrikios          | 3:30         |
| 6.  | «Tempted» (при участии Мэттью Кома)                | Moroder, Koma, Raney Shockne, Jordan-Patrikios, Scribz Riley, Jeeve Ducornet, Dan Book | Moroder, Shockne, Jeeve                        | 3:21         |
| 7.  | «74 Is the New 24»                                 | Moroder                                                                                | Moroder, Lüth                                  | 4:02         |
| 8.  | «Tom's Diner» (при участии Бритни Спирс)           | Сюзанна Вега                                                                           | Shockne, Jeeve, Jordan-Patrikios, Emily Wright | 3:32         |
| 9.  | «Wildstar» (при участии Foxes)                     | Moroder, Louisa Rose Allen, Joel Pott, Raney Shockne, Ducornet, Jordan-Patrikios       | Shockne, Jeeve                                 | 3:47         |
| 10. | «Back and Forth» (при участии Келис)               | Мородер, Келис Роджерс                                                                 | Moroder                                        | 3:04         |
| 11. | «I Do This for You» (при участии Marlene)          | Moroder, Marlene Strand, Elof Loelv, Oskar Sikow, Victor Holmberg                      | Moroder Sikow                                  | 3:23         |
| 12. | «La Disco»                                         | Мородер                                                                                | Moroder                                        | 4:33         |

## В записи участвовали
- Джорджо Мородер — вокал, программирование, клавиши
- Сия Ферлер — вокал
- Charli XCX — вокал
- Микки Экко — вокал
- Кайли Миноуг — вокал
- Мэттью Кома — вокал
- Бритни Спирс — вокал
- Foxes — вокал
- Kelis — вокал
- Marlene — вокал

## Чарты и сертификации
| Страна         | Позиция |
| -------------- | ------- |
| Австралия      | 23      |
| Австрия        | 72      |
| Великобритания | 30      |
| Германия       | 31      |
| Франция        | 127     |
| Швейцария      | 22      |
| Япония         | 53      |